# Naoki Tsukahara
Naoki Tsukahara (jap. 塚原 直貴, Tsukahara Naoki; * 10. Mai 1985 in Okaya, Japan) ist ein ehemaliger japanischer Leichtathlet, der sich auf den 100-Meter-Lauf spezialisiert hate und seine größten Erfolge in der 4-mal-100-Meter-Staffel erzielte.

## Sportliche Laufbahn
Erste internationale Erfahrungen sammelte Naoki Tsukahara im Jahr 2004, als er bei den Juniorenweltmeisterschaften im italienischen Grosseto mit 10,55 s im Halbfinale im 100-Meter-Lauf ausschied und er mit der japanischen 4-mal-100-Meter-Staffel in 39,43 s die Bronzemedaille gewann. 2006 wurde er beim IAAF World Cup in Athen in 38,51 s Dritter in der Staffel. Anschließend nahm er an den Asienspielen in Doha teil und gewann dort in 10,34 s die Silbermedaille über 100 Meter hinter dem Saudi-Araber Yahya Habeeb. Zudem gewann er in 39,21 s die Silbermedaille mit der Staffel gemeinsam mit Shingo Suetsugu, Yūsuke Ōmae und Shinji Takahira hinter dem Team aus Thailand. 2007 schied er bei den Weltmeisterschaften in Osaka mit 10,31 s im Viertelfinale über 100 Meter aus und belegte mit der Staffel in 38,03 s den fünften Platz im Finale. Er feierte seinen bedeutendsten internationalen Erfolg, als er bei den Olympischen Spielen 2008 in Peking in der 4-mal-100-Meter-Staffel zusammen mit Shingo Suetsugu, Shinji Takahira und Nobuharu Asahara in einer Zeit von 38,15 Sekunden die Silbermedaille hinter dem Team aus Trinidad und Tobago gewann. Die japanische Mannschaft hatte ursprünglich den dritten Platz erreicht, rückte aber in der Wertung um einen Rang auf, nachdem die vor ihr platzierte jamaikanische Stafette nachträglich wegen eines Dopingvergehens ihres Läufers Nesta Carter disqualifiziert worden war. Zudem erreichte er über 100 Meter das Halbfinale und schied dort mit 10,16 s aus.
2009 belegte er bei den Weltmeisterschaften in Berlin belegte Tsukahara mit der Staffel in 38,30 s den vierten Rang und über 100 Meter schied er mit 10,25 s im Halbfinale aus. Anschließend gewann er bei den Asienmeisterschaften in Guangzhou in 10,32 s die Silbermedaille über 100 Meter hinter dem Chinesen Zhang Peimeng und mit der Staffel siegte er in 39,01 s gemeinsam mit Masashi Eriguchi, Shinji Takahira und Kenji Fujimitsu. Im Jahr darauf wurde er beim Continentalcup in 39,28 s die Silbermedaille mit der Asienstaffel. 2013 belegte er bei den Asienmeisterschaften in Pune in 10,54 s den siebten Platz über 100 Meter. Auf nationaler Ebene stehen für ihn insgesamt drei Meistertitel im 100-Meter-Lauf zu Buche. Tsukahara beendete seine aktive sportliche Laufbahn 2016 und ist seitdem als Berater der Firmenmannschaft des Technologiekonzerns Fujitsu tätig.
In den Jahren 2006 bis 2008 wurde Tsukahara japanischer Meister im 100-Meter-Lauf.

## Persönliche Bestleistungen
- 100 Meter: 10,09 s (+1,8 m/s), 27. Juni 2009 in Hiroshima
  - 60 Meter (Halle): 6,75 s, 2. Februar 2013 in Osaka
- 200 Meter: 20,35 s (+1,2 m/s), 21. Mai 2006 in Yokohama
  - 200 Meter (Halle): 21,38 s, 21. Februar 2004 in Yokohama